# David Donoho
David Leigh Donoho (ur. 5 marca 1957 w Los Angeles) – amerykański statystyk i matematyk, laureat Nagrody Shawa w dziedzinie matematyki z 2013 roku i Nagrody Carla Friedricha Gaussa z 2018 roku. Jego badania dotyczą m.in. analizy harmonicznej, przetwarzania sygnałów i uczenia głębokiego.

## Życiorys
Urodził się w 1957 roku w Los Angeles, jego ojciec był profesorem fizyki na Uniwersytecie Rice’a. Poza rokiem spędzonym w szkole w Grenoble, gdzie jego ojciec był na urlopie naukowym, resztę edukacji szkolnej Donoho odbył w Houston.
Za radą matki studiował na Uniwersytecie Princeton. Z kolei zgodnie z sugestią ojca uczył się informatyki, co dawało mu możliwość dorabiania podczas studiów. Pracował wówczas na Wydziale Statystyki w Princeton, gdzie opracował m.in. oprogramowanie do analizy danych. W lecie 1977 roku pracował też w Instytucie Nauk Morskich Uniwersytetu Teksasu programując minikomputer do wykrywania i lokalizacji zdarzeń sejsmicznych w czasie rzeczywistym. W 1978 roku ukończył studia, pisząc pracę dyplomową, której promotorem był John Tukey.
Po studiach Donoho został zatrudniony w branży poszukiwań ropy naftowej jako geofizyk badawczy w Western Geophysical. Firma właśnie przeszła na technologię cyfrową i, dysponując ogromnymi ilościami danych sejsmicznych, potrzebowała algorytmów do obsługi dużych zbiorów danych. W czasie pracy dla Western Geophysical Donoho został wysłany na kilka miesięcy do Londynu, aby współpracować z firmą Saudi Aramco.
Doktorat uzyskał w 1983 na Uniwersytecie Harvarda (promotorem jego rozprawy zatytułowanej A Tool for Research in Data Analysis był Peter Huber).
Od 1984 do 1990 pracował na Uniwersytecie Kalifornijskim w Berkeley, po czym związał się z Uniwersytetem Stanforda, gdzie jest obecnie (stan na rok 2024) profesorem.
Wypromował 24 doktorów, wśród nich są m.in. Jianqing Fan i Emmanuel Candès.
Urząd Patentów i Znaków Towarowych Stanów Zjednoczonych wydał ponad 25 patentów dotyczących Donoho. Jest on także współzałożycielem dwóch firm: D2 i BigFix (tę drugą w 2010 roku odkupił IBM). W 1985 roku Donoho wraz z bratem Andrew i żoną opublikowali pakiet MacSpin: Graphical Data Analysis składający się z książki i komputerowego systemu graficznego. System MacSpin został wyprodukowany przez firmę D2 i otrzymał on nagrodę za najlepsze oprogramowanie naukowe/inżynieryjne roku 1987 od magazynu MacUser.

## Publikacje i osiągnięcia
Autor ponad 130 artykułów. Swoje prace publikował m.in. w „Annals of Statistics”, „IEEE Transactions on Information Theory”, „Applied and Computational Harmonic Analysis”, „Communications on Pure and Applied Mathematics”, „Signal Processing" i „Journal of the American Mathematical Society".
Donoho badał wykorzystanie rzadkich sygnałów (które porównywał do stokrotek w chwastach) do odzyskiwania sygnału, w tym do odszumiania i superrozdzielczości. Wraz ze współpracownikami opracował koncepcję wykrywania skompresowanego (ang. compressed sensing), która wywarła wpływ na wiele dziedzin nauki i techniki, w tym obrazowanie metodą rezonansu magnetycznego w medycynie, gdzie została wdrożona w protokołach obrazowania medycznego i jest stosowana w praktyce przy otrzymywaniu rezonansów pacjentów.
Swoje podejście do statystyki Donoho uważał za nieklasyczne i dlatego swoje prace zaczął publikować w czasopismach poświęconych matematyce stosowanej.
Nagrodą Shawa uhonorowano jego głęboki wkład we współczesną statystykę matematyczną, a Nagrodę Gaussa otrzymał za fundamentalny wkład w matematyczną, statystyczną i obliczeniową analizę ważnych problemów przetwarzania sygnałów.

## Wyróżnienia
Donoho otrzymał m.in.:
- 2022   IEEE Jack S. Kilby Signal Processing Medal[8]
- 2018   Nagrodę Carla Friedricha Gaussa[7]
- 2013   Nagrodę Shawa w dziedzinie matematyki[4]
- 2010   AMS-SIAM Norbert Wiener Prize in Applied Mathematics(inne języki)[9]
- 1985   Presidential Young Investigator Award(inne języki)[1]

W roku 1994 był prelegentem sekcyjnym, a w 2002 plenarnym na Międzynarodowym Kongresie Matematyków (w 2018 roku wygłosił na nim również wykład związany z otrzymaniem Nagrody Gaussa).
Jest członkiem Amerykańskiej Akademii Sztuk i Nauk (od 1992 roku), National Academy of Sciences (od 1998 roku), Francuskiej Akademii Nauk (od 2009 roku), Amerykańskiego Towarzystwa Matematycznego (od 2013 roku) i Amerykańskiego Towarzystwa Filozoficznego (od 2019 roku). 

## Życie prywatne
Donoho był najstarszym z trójki dzieci swoich rodziców, którzy rozwiedli się w 1979 roku.
W 1984 roku ożenił się z Miriam Gasko, którą poznał na Harvardzie, gdzie robiła doktorat ze statystyki. Ich syn Daniel Aharon jest neurochirurgiem, pracującym nad systemami uczenia maszynowego, dzięki którym operacje stają się bezpieczniejsze.